# Hoxhaisme
Hoxhaisme er en såkaldt anti-revisionistisk marxistisk-leninistisk retning af kommunismen, udviklet af den albanske kommunist Enver Hoxha. Hoxhaisme opstod i slutningen af 1970erne efter en strid og brud mellem kinesiske maoister og Hoxha i 1978.
Hoxhaistene fulgte Hoxhas politiske linje, som så Sovjetunionen som et forbillede og forsvarede den politiske arv efter Josef Stalin, Stalinisme. Hoxha fordømte Sovjetunionens invasion af Tjekkoslovakiet i 1968, og sørget for at Albanien blev trukket ud af Warszawapagten. Han var også stærkt kritisk mod Amerika, Sovjetunionen efter Stalins død, Folkerepublikken Kina og Jugoslavien, og betegnet de tre sidstnævnte som imperialistiske eller statskapitalistiske stater. Hoxhaismen fik en betydelig tilslutning i den maoistiske bevægelse, der mange steder erklærede sig for hoxhaistiske.
Efter det sovjetiske kollaps i 1991, måtte også den socialistiske folkerepublik Albanien bukke under for omvæltningerne, siden har hoxhaistiske og proalbanske partier dannet et internationalt netværk, Den internationale konference for marxistisk-leninistiske partier og organisationer (Enhed og kamp), forkortet ICMLPO.[kilde mangler]
| Politik | Spire Denne artikel om politik og ideologi er en spire som bør udbygges. Du er velkommen til at hjælpe Wikipedia ved at udvide den. |